# Pandora gammae
Pandora gammae är en svampart som först beskrevs av Weiser, och fick sitt nu gällande namn av Humber 1989. Pandora gammae ingår i släktet Pandora och familjen Entomophthoraceae.   Inga underarter finns listade i Catalogue of Life.